# Aria the Scarlet Ammo
Hidan no Aria (яп. 緋弾のアリア Хидан но Ариа, букв. «Ария по прозвищу Алая Пуля») — серия лайт-новел Тюгаку Акамацу с иллюстрациями художника Кобуити. Выпускается издательством Media Factory под лейблом MF Bunko J. Манга-адаптация серии с иллюстрациями Ёсино Коёки начала выходить в сентябре 2009 года в сэйнэн-журнале Monthly Comic Alive. О производстве аниме-сериала по сюжету лайт-новел было объявлено 19 апреля 2010 года. Премьера состоялась 15 апреля 2011 года. Открывающую композицию Scarlet Ballet исполнила May'n, а закрывающую Camellia no Hitomi — Айко Накано. Эпизод OVA был выпущен 21 декабря 2011 года. Спин-офф манга под названием Aria the Scarlet Ammo AA(«Ария по прозвищу Алая Пуля: Дважды А») с иллюстрациями Сёгако Татибаны начала сериализацию в Square Enix журнале Young Gangan 5 ноября 2010 года. Аниме-адаптация компании Doga Kobo вышла в эфир 6 октября 2015.

## Сюжет
Японские преступники обнаглели настолько, что для борьбы с ними помимо полиции потребовались вооруженные частные детективы – «бутэй». Охотников за головами готовят в спецшколах, где многие не выдерживают суровой учебы, а некоторые не доживают до выпуска. Бандиты не дремлют и пытаются давить врагов в зародыше, потому ученики с малых лет носят боевое оружие и готовы применять его днем и ночью.

## Персонажи
- Киндзи Тояма (яп. 遠山 キンジ То:яма Киндзи)

Сэйю — Дзюндзи Мадзима
Главный персонаж истории. Студент высшей школы Бутэй. Когда он прикасается к девушкам, то входит в состояние, известное как «Истерия», в котором его когнитивные и физические способности увеличиваются в 30 раз. Режим «Истерии» — это генетический признак семьи Тояма, все члены этой семьи владели им. Киндзи не интересуется девушками, однако в режиме «Истерии» девушки становятся для него главной заботой. Со временем Киндзи начинает уважать Арию, а позже испытывать к ней романтические чувства. Киндзи пользуется пистолетом Beretta 92F. Также он хорошо владеет ножом-бабочкой. В 6 томе он получает чёрный Desert Eagle.
- Ариа Холмс Кандзаки (яп. 神崎・H・アリア Кандзаки Этти Ариа)

Сэйю — Риэ Кугимия
Женский протагонист, переведённая второкурсница департамента наступления, элитный студент S-ранга отдела «Штурм». Имеет невероятно высокие боевые навыки, очень сильная, гибкая и умная. Пытается сделать Киндзи своим партнёром. Она использует два пистолета M1911 и два японских меча «кодата» (или «вакидзаси»), за что получила кличку «Квадра». Её основные цели — бороться против I.U. и освободить свою мать, Канаэ. Раньше работала Бутеэм за границей, в основном в Англии. На четверть англичанка и имеет благородное происхождение, её мать — японка, а отец — британец. Всегда старается поступать в соответствии со своим чувством справедливости. Её полное имя — Ария Холмс Кандзаки IV, она прямая наследница Шерлока Холмса. Её бабушка — член Британской Королевской семьи.
Выглядит, как ребёнок, несмотря на свои 16 лет, и имеет немалые комплексы по поводу маленького роста и плоской груди. Её замедленный рост обусловлен специальной пулей, изготовленной из материала Hihilrokane и встроенной в её спину. Имеет очень длинные волосы, которые завязывает в два хвостика до колен и украшает двумя розовыми заколками. Чаще всего одета в форму Токийской Старшей Школы Бутэй, коричневые школьные туфли и черные гольфы. Под юбкой прячет свои пистолеты, а под матроской — мечи. Вне школы носит короткие платья, юбки и туфли на каблуках, чтобы казаться выше и взрослее. В 3 серии получает крестообразный шрам от пули на лбу, после чего меняет прическу, чтобы челка скрывала его.
Обычно скрывает свои настоящие мотивы, особенно если дело касается партнёрства с Киндзи. Преданна своим принципам и всегда верит в то, что хочет — ярким примером этому служит её уверенность в невиновности матери. Несмотря на свою незрелость и эгоизм, Ария любит своих близких и заботится о них. Она также уважает своих товарищей-Бутэев которым безоговорочно доверяет, всегда готова прийти им на помощь. Кроме того, она питает романтические чувства к Киндзи после того, как они поцеловались в 5 серии, ревнует его к другим девочкам.
- Сираюки Хотоги (яп. 星伽 白雪 Хотоги Сираюки)

Сэйю — Микако Такахаси
Студентка средней школы Бутэй и друг детства Киндзи, бутэй ранга А. Вступила в специальный отдел школы Бутей, занимающийся развитием паранормальных способностей, известный как SSR, так как она владеет семейным искусством Хотоги — способностью управлять огнём. Также иногда может предсказывать будущее. Она председатель студенческого совета и различных клубов (в частности, ремесленного клуба, садовнического клуба и волейбольного клуба для девушек). Узнав, что Ария живёт вместе с Киндзи, пыталась её убить. Девушка использует японский меч, известный как Irokane Ayame. Известно, что имя Сираюки было псевдонимом, чтобы скрыть настоящее — Химико. Имеет четыре младших сестры: Конаюки, Казаюки, Ханаюки и Кириюки.
У Сираюки голубые глаза и длинные прямые черные волосы, перевязанные тонкой белой лентой. Позже выясняется, что эта лента сдерживает её истинную силу, «кидодзюцу». Чаще всего одета в форму Токийской Старшей Школы Бутэй, коричневые школьные туфли и белые носки, на тренировках носит специальное кимоно.
Отличница, очень ответственная, умная, имеет хорошую память. Очень хорошо владеет своим мечом, может даже останавливать пули и резать металл им. Но ей плохо даются любые другие виды спорта. Воспринимает всё близко к сердцу, особенно если дело касается Киндзи, в которого она влюблена.
- Рико Минэ (яп. 峰 理子 Минэ Рико)

Сэйю — Мария Исэ
Студентка средней школы Бутэй, друг Киндзи, имеет французское происхождение. Она поступила в отдел Inquesta, хотя считается самой глупой в классе Киндзи. Притворяется глупышкой, но иногда, особенно в опасных ситуациях, проявляет настоящую себя (Киндзи называет это явление «Темная Рико»). Имеет ранг А (второй после S). Ей нравится ходить в униформе готической лолиты, она каждый год переделывает свою школьную форму, пришивая к ней рюши и бантики. Рико владеет двумя пистолетами Walther P99 и двумя ножами. Как и у Арии, её прозвище тоже «Квадра». Ближе к концу первого тома она показывает, что является потомком Арсена Люпена, и настоящее имя девушки — Рико Минэ Люпен IV. Её планом было сделать Арию и Киндзи партнёрами, чтобы создать такую же ситуацию боя, как когда Шерлок имеет партнёра Уотсона. Победа над ними будет означать, что Рико превзошла своего предка, поскольку Шерлок Холмс и Арсен Люпен воевали 100 лет назад, и ни одна сторона не стала победителем. Любит играть в дэйт-симы, но просит Киндзи покупать их, так как выглядит слишком маленькой. Вся её одежда может превращаться в парашют.
Когда Рико было 8 лет, её родители умерли в автокатастрофе. Влад стал её опекуном, но запер её в подвале с целью провести эксперимент по созданию идеального Люпина V. Когда выяснилось, что Рико не унаследовала ген Люпина, Влад надолго запер её в подвале, и девочка вынуждена была есть гнилое мясо и пить грязную воду, чтобы выжить. Ненавидит, когда её называют «Четвёртая», так как считает, что это лишает её особенности, и предпочитает, когда к ней обращаются «Рико».
- Рэки (яп. レキ)

Сэйю — Каори Исихара
Ас департамента Бекас, Бутэй ранга S. Она обычно молчаливая, равнодушная и нейтрально относится к моде. Девушка всегда носит оранжевые наушники Sennheiser PMX990, в которых слушает музыку ветра с родины, чтобы не отвлекаться. Её личное оружие — снайперская винтовка Драгунова с присоединенным штык-ножом. В 10 томе с помощью Хираги Аи получает разрешение использовать снайперскую винтовку Barrett M82.
Имеет яркие желтые глаза и короткие волосы. Очень худощавая и маленькая, ростом лишь немного выше Арии. Рэки не имеет одежды, кроме нескольких школьных униформ, которые носит периодически, поэтому однажды Киндзи дарит ей повседневную одежду. Рэки происходит от Минамото но Есицунэ и Чингизхана, а родом из племени в Монголии, которое упоминают несколько раз, как «Улус». Ранее она жила с 46 другими женщинами в уединении.
Отлично понимает физиологию животных, может выстрелом в спину временно парализовать волка. В 10 серии она приручает волка, которого позже называет Хиймаки и учит его быть Бутей-собакой. С того времени Рэки живёт вместе с Хиймаки в своей комнате в общежитии. Кроме того, студентка спит вертикально с винтовкой в руках. Обычно оказывает огневую поддержку Арии и Киндзи во время боев на близком расстоянии. В конце 5 тома под прицелом пистолета целует Киндзи и предлагает ему брак. Знает о U.I. и режиме «Истерии».